# Sae Nakazawa
Sae Nakazawa –en japonés, 中澤 さえ, Nakazawa Sae– (Chofu, 1 de junio de 1983) es una deportista japonesa que compitió en judo.
Ganó dos medallas de plata en el Campeonato Mundial de Judo en los años 2005 y 2007, y dos medallas de oro en el Campeonato Asiático de Judo en los años 2004 y 2005. En los Juegos Asiáticos de 2006 consiguió una medalla de oro.

## Palmarés internacional
| Campeonato Mundial  | Campeonato Mundial      | Campeonato Mundial | Campeonato Mundial |
| Año                 | Lugar                   | Medalla            | Categoría          |
| ------------------- | ----------------------- | ------------------ | ------------------ |
| 2005                | El Cairo (Egipto)       | Medalla de plata   | –78 kg             |
| 2007                | Río de Janeiro (Brasil) | Medalla de plata   | –78 kg             |
| Juegos Asiáticos    |                         |                    |                    |
| Año                 | Lugar                   | Medalla            | Categoría          |
| 2006                | Doha (Catar)            | Medalla de oro     | –78 kg             |
| Campeonato Asiático |                         |                    |                    |
| Año                 | Lugar                   | Medalla            | Categoría          |
| 2004                | Almaty (Kazajistán)     | Medalla de oro     | –78 kg             |
| 2005                | Taskent (Uzbekistán)    | Medalla de oro     | –78 kg             |